# Gabara agramma
Gabara agramma là một loài bướm đêm trong họ Erebidae.